# Fallon (Nevada)
Fallon es una ciudad ubicada en el condado de Churchill en el estado estadounidense de Nevada. En el año 2000 tenía una población de 7.536 habitantes y una densidad poblacional de 955.3 personas por km².

## Geografía
Fallon se encuentra ubicada en las coordenadas 39°28′22″N 118°46′44″O / 39.47278, -118.77889.

## Demografía
Según la Oficina del Censo en 2000 los ingresos medios por hogar en la localidad eran de $35.935, y los ingresos medios por familia eran $41.433. Los hombres tenían unos ingresos medios de $35.356 frente a los $22.818 para las mujeres. La renta per cápita para la localidad era de $16.919. Alrededor del 9.5% de las familias y del 12.6% de la población estaban por debajo del umbral de pobreza.

## Personalidades
- Martin Heinrich, político

## Ciudades hermanadas
- Vani, Georgia
- Nuevo Casas Grandes, México